# Alabama Song
Der Alabama Song, auch bekannt als Whisky Bar, wurde erstmals 1927 in Bertolt Brechts Gedichtesammlung Hauspostille veröffentlicht. Die heute üblicherweise gesungene Fassung ist aus demselben Jahr und stammt von Brecht (Text) und Kurt Weill (Musik).

## Entstehung
Brecht schrieb das Gedicht 1925, die Übersetzung ins Englische besorgte Elisabeth Hauptmann. Die Originalvertonung (als Anlage in der Hauspostille) stammt von Franz S. Bruinier.
Der Alabama Song wurde 1927 von Kurt Weill für das „Songspiel“ Mahagonny neu vertont und auch in der Brecht/Weill-Oper Aufstieg und Fall der Stadt Mahagonny verwendet. Der Text ist englisch und wird auch in der deutschen Fassung der Oper auf Englisch gesungen. 1930 nahm Lotte Lenya, die Jenny auch auf der Bühne darstellte, den Song auf.

## Hintergrund
Der Song wird im 1. Akt der Oper von Jenny und sechs Mädchen auf dem Weg in die Netzestadt gesungen. Die Mädchen haben Heimat und Geborgenheit verloren und sehen ihre einzige Überlebenschance darin, sich an die Männer von Mahagonny zu verkaufen. Sie verabschieden sich vom Mond und damit von der Hoffnung auf ein besseres Leben, auf romantische Liebe und Geborgenheit.
Weill schafft in der Solostimme Jennys einen kennzeichnenden Wechsel zwischen Nostalgie ausdrückenden, traurigen Koloraturen und eher zynisch klingendem Sprechgesang.

## Coverversionen
Die bekannteste Coverversion stammt von der Band The Doors und wurde 1967 auf dem Album The Doors veröffentlicht. Jim Morrison änderte die zweite Zeile von „Show us the way to the next pretty boy“ auf „Show me the way to the next little girl“.
Das Lied wurde bereits 1964 von Dave Van Ronk gecovert. Eine Coverversion von David Bowie übernahm die Originalzeile aus der Hauspostille „Show us the way to the next whiskey bar“, die in der Oper auf „Show me the way to the next whiskey bar“ geändert wurde. Der britische Jazzmusiker Mike Westbrook hatte das Stück in den siebziger Jahren regelmäßig in seinem Live-Repertoire. Weitere Versionen stammen unter anderem von Bette Midler, Dalida, The Young Gods, Tim Fischer, Abwärts, Johnny Logan, Viza, Guesch Patti & Scorpions, Eric Dolphy & John Lewis, Esther Ofarim, Marianne Faithfull, Milva, Marilyn Manson und Die Toten Hosen. Es gibt auch eine Instrumentalversion mit Akkordeon und singender Säge von Otto Lechner mit dem 1. strengen Kammerorchester (1991).